# Relación de dependencia
En matemáticas, dado un conjunto no vacío A, y una relación binaria entre sus elementos, se dice que esta relación binaria es una relación de dependencia, si es reflexiva y simétrica:
Propiedad reflexiva:
{\displaystyle \forall a\in A\;:\quad (a,a)\in R}
Propiedad simétrica:
{\displaystyle \forall a,b\in A\,:\quad (a,b)\in R\;\Longrightarrow \quad (b,a)\in R}

## Ejemplo 1
Dado el conjunto finito A, formado por los elementos:
{\displaystyle A=\{a,b,c\}\,}
y definida la relación binaria R como:
{\displaystyle R=\{a,b\}\times \{a,b\}\quad \cup \quad \{a,c\}\times \{a,c\}}
Que extensivamente resulta:
{\displaystyle R=\{(a,a),(a,b),(b,a),(b,b),(a,c),(c,a),(c,c)\}\,}
Podemos ver que la relación es reflexiva y simétrica, por lo tanto es una Relación de dependencia y que no es transitiva, por lo que no es una relación de equivalencia.

## Ejemplo 2
Tomando el conjunto de los números reales, y la definición de distancia entre dos números x é y como el valor absoluto de su diferencia:
{\displaystyle \forall x,y\in \mathbb {R} :\;D=|x-y|}
Decimos que dos números reales x é y cumplen la relación de proximidad cuando su distancia es menor que un valor D dado mayor que cero.
{\displaystyle (x,y)\in R:\;(x,y)\in \mathbb {R} ^{2}\quad \land \quad |x-y|<D}
El par ordenado (x, y) cumple la relación de proximidad si x, y son números reales y la distancia entre x é y es menor que D.
Esta relación es reflexiva:
{\displaystyle \forall x\in \mathbb {R} :\;|x-x|<D}
Para todo x número real, la distancia con sí mismo es menor que D.
y es simétrica:
{\displaystyle \forall x,y\in \mathbb {R} :\;|x-y|<D\quad \longrightarrow \quad |y-x|<D}
Para todo x, y números reales, si la distancia entre x é y es menor que D, entonces la distancia entre y y x también es menor que D.
Por lo que la relación de proximidad entre los números reales es una relación de dependencia.
Puede verse igualmente que la relación de proximidad, entre los números reales, no es transitiva:
{\displaystyle \forall x,y,z\in \mathbb {R} :\;{\Big (}|x-y|<D\quad \land \quad |y-z|<D{\Big )}\quad \nrightarrow \quad |x-z|<D}
Para todo x, y, z números reales, si se cumple que la distancia entre x é y es menor que D, y la distancia entre y y z es menor que D, no implica necesariamente que la distancia entre x y z sea menor que D.
Por lo que no es una relación de equivalencia.

## Ejemplo 3
Dado un mapa plano: {\displaystyle M}, y considerando las distintas superficies en las que se divide el plano, podemos definir como superficies colindales, las que comparten un linde que definimos:
Dos superficies son colindales si se puede pasas de una a otra sin pasar por una tercera. Que representamos:
{\displaystyle x,y\in M\;:\quad {\mathcal {C}}(x,y)}
Indicando que la superficie x e y son colidales.
Como en este mapa:
|  |  |  |

en este:
|  |  |  |

o en este:
|  |  |  |

La relación binaria colindalidad de {\displaystyle M} cumple las siguientes propiedades:
Esta relación es reflexiva:
{\displaystyle \forall x\in M\;:\quad {\mathcal {C}}(x,x)}
Para todo x superficie del mapa, se puede pasas de ese superficie a sí misma sin pasar por un tercero.
y es simétrica:
{\displaystyle \forall x,y\in M\;:\quad {\mathcal {C}}(x,y)\quad \longrightarrow \quad {\mathcal {C}}(y,x)}
Par todo x, y superficies del mapa, si se cumple que x es colindal con y, entonces y es colindal con x.
La relación binaria de colindalidad es una relación de dependencia al cumplir las propiedades reflexiva y simétrica.
La relación de colindalidad no cumple la propiedad transitiva:
{\displaystyle \forall x,y,z\in M\;:\quad {\Big (}{\mathcal {C}}(x,y)\quad \land \quad {\mathcal {C}}(y,z){\Big )}\quad \nrightarrow \quad {\mathcal {C}}(x,z)}
Par todo x, y y z, si se cumple que x es colindante con y, e y es colindante con z, no implica necesariamente que x sea colindante con z, no se cumple la propiedad transitiva y por lo tanto la relación de colindalidad no es una relación de equivalencia.